# Публична сфера
Публична сфера (още обществена сфера) е понятие, въведено от немския философ и социолог Юрген Хабермас. В своето съчинение от 1962 година „Структурни изменения на публичността“ от 1962 година Хабермас дефинира публичната сфера като действителна или въобразена общност, за която не е задължително да съществува в никое позволяващо идентифициране пространство. В своята идеална форма публичната сфера е съставена от частни лица, които формират публика и артикулират нуждите на обществото пред държавата. В енциклопедична статия за значението и проявленията на публичната сфера, публикувана две години по-късно (1964), Хабермас определя публичната сфера като пространство от нашия социален живот, в което може да се формира нещо, което се доближава до обществено мнение. Достъпът на всички граждани до това пространство е гарантиран и този е един от принципите на публичната сфера, наред с елиминирането на всякакви привилегии и намирането на общи правила и разумни легитимации. Изразът публична сфера се отнася и до осъществяването на критика и контрол, които обществена група от граждани неформално – а по време на избори и формално – упражнява спрямо управляващите (държавната власт).
„Публичната сфера не само е вездесъща отличителна черта на всяко модерно общество: тя също така изпълнява ключова роля за оправдаването на собственото му съществуване като свободно самоуправляващо се общество“ Чарлз Тейлър, 1992
Частица от публичната сфера възниква всеки път, щом е налице общуване между частни лица, които се събират по собствено желание, упражнявайки правото си на свобода на сдружаване и правото на свобода на изразяване, по повод на въпроси и проблеми от общ интерес. Така се сформира специфична обществена група, която има различна природа, същност и цели от всякакви други сдружения (като бизнес и професионалните групи или колегии в бюрократичните институции, например). Отвъд определен брой на участниците в такава обществена група директната комуникация между всички става невъзможна. Чрез инструменти за пренос на информация, каквито са медиите, комуникацията се опосредства технически, като достига едновременно до много получатели. За разлика от традиционните медии, които пренасят информация в режим от един към много (печатни и електронни медии като вестници, радио, телевизия), социалните медии позволяват комуникация от много към много.
В своето проучването на 18 западни демокрации, в т.ч. САЩ, Канада и развитите европейски демокрации извън Европейския съюз, Холин и Манчини извеждат три типа медийни системи – поляризиран плуралистичен модел, демократичен корпоративен модел и либерален, или още северно-атлантически модел. Различните медийни системи произвеждат различни публики – публики с различна медийна, но и политическа култура.
Според Хабермас публичната сфера „може да бъде описана най-добре като мрежа за комуникиране на информация и различни гледни точки“ и „комуникационни потоци, които в процеса на трансфер биват филтрирани и синтезирани по такъв начин, че се сливат в компилации от тематично обособени публични мнения.“ Подобно на жизнения свят като цяло, пише Хабермас, публичната сфера се възпроизвежда чрез комуникативното действие, за което е достатъчно владеенето на естествен език, и приспособява към общото разбиране на ежедневната комуникативна практика. Според американския социолог Крейг Калхун обаче публичната сфера всъщност се превръща в условен продукт на еволюцията на комуникативното действие, а не е в неговата основа.
Нанси Фрейзър разработва нов, пост-буржоазен (произтичащ от установяването на демокрацията на парламентарния суверенитет в някои европейски държави) модел на публичната сфера, с който въвежда понятията силни и слаби публики. Тя е сред критиците на Хабермас, под чието влияние немският социолог преразглежда теоретичната си рамка и признава, че формално организираните институции на политическите системи също съдържат форуми, способни да изпълняват ролята на публики. Тези публики, заемащи пространствата на институционализирано обсъждане, чийто дискурс обхваща едновременно формирането на мнение и вземането на решения, Фрейзър нарича силни публики. Според теорията на Фрейзър делиберативните практики на слабите публики се изразяват изключително във формирането на мнение, но не включват вземането на решения.
Авторът на комуникативната теория за нацията и един от най-известните американски учени в областта на политическите науки Карл Дойч определя партиите, групите за натиск и др. подобни като подсистеми, които сами по себе си са миниатюрни системи за комуникация вътре в политическата система.

## Разширяване на публичната сфера
До XVIII в., като възникват различни публични пространства, излизащи извън държавния контрол (като литературни салони и кафенета), европейската култура е в голяма степен представителна, отбелязва Хабермас. Разрастването на публичната сфера увеличава възможността да се поставя под съмнение авторитета на представителната държавна култура – тя се превръща в „буфер“ между личното пространство и пространството, заемано от държавния контрол (публичните власти). От XVIII век нататък това разрастване води до увеличаване на демократично избраните политически институции, независими съдилища и закони за граждански права.
Когато на гражданите се предоставят права, които могат да упражняват срещу държавата, онези, които вземат решенията се изправят пред необходимостта да оправдават своите решения и да си гарантират подкрепа от страна на публиката. Това прави легитимността несигурна, но също така се превръща във важен демократичен ресурс.
В средата на миналия век Робърт Дал въвежда понятието полиархия. Чрез него съвременната представителна демокрация с всеобщо избирателно право се диференцира от представителната демокрация с ограничени избирателни права от 19 век, както и от демокрацията по начина, по който е била разбирана в Древна Гърция и Рим. Основна причина за възникване на полиархията, обяснява Дал, е именно промяна в мащаба – постепенното включване и участие на все по-големи части от населението на една страна в политическия живот паралелно с отслабването на социалните връзки и лични познанства сред гражданите и увеличаването на социалната дистанцираност и анонимност. Като последица от това най-висшите длъжностни лица в управлението на държавата биват подтикнати да мислят стратегически за поведението си така че да победят в изборите при конкуренция с други кандидати, партии и групи. Важен аспект на полиархията е необходимостта от реално съществуване на източници на информация, които не са под контрола на държавата или която и да било политическа група, опитваща се да повлияе на публичните политически схващания и убеждения. Провеждането на общи политики и приемането на правнообвързващи актове на транснационално ниво акумулира напрежение поради неспособността на гражданите на една страна да упражняват контрол по въпросите, жизненоважни за тях, чрез националното си управление.
За разлика от обществата на ранния капитализъм в днешната епоха на развит държавен капитализъм основното поле на кризите се е преместило в културната и политическата сфера, твърди Хабермас, поради което и марксистките теории за кризите на капитализма не са приложими за развитите западни капиталистически общества. Ето защо кризата на съвременното западно общество, в което държавата има трудната задача да балансира между стремежа за натрупване на капитал и осигуряване на максимално широка обществена подкрепа, според Хабермас, е криза на легитимността.
Името на Юрген Хабермас, наред с това на Джон Ролс, се свързва с теорията за делиберативната демокрация, разбирана като вид демократична конструкция, при която процесът на вземане на решения, оценявани като добри от и за колкото се може повече хора, е продукт на справедливи и основаващи се на разумни аргументи дебати сред гражданите. Тоест тази демократична конструкция е възможна само при наличие на жизнена публична сфера.

## Европейска публична сфера
И политическата, и медийната теории традиционно мислят комуникационните пространства и публичните сфери в перспективата на случващото се в националните държави, която престава да бъде адекватна тогава, когато става дума за наднационална система на управление, каквато е Европейеският съюз.
Фокусирайки се върху това как мрежите, улеснени от комуникационните технологии, прекосяват граници, Манюел Кастелс си представя Европейския съюз не просто като политико-икономическа зона, но също като специфичен вид комуникативно пространство, в което региони и нации, национални държави, институции на ЕС заедно конституират една рамка на споделена власт, очертавайки границите му. Прочит, от който е привлечен и самият Хабермас в един оптимистичен период за бъдещето на Европейския съюз, какъвто е този, предшестващ референдумите за договора за създаване на Конституцията за Европа във Франция и Холандия. През 2004 година той пише как „процесът на създаване на конституция (на ЕС) е уникален инструмент за трансгранична комуникация“, като акцентира върху ключовата роля на една „общоевропейска публична сфера за политическа комуникация“ и „създаването на политическа култура, която може да бъде споделена от всички граждани на ЕС“.
Изследователите на европейската публична сфера Джон Ерик Фосум и Филип Шлезинджър разглеждат публичната сфера и демокрацията като „тясно свързани“ (на английски intimately linked). В книгата „Европейският съюз и публичната сфера“ (част от поредицата „Изследвания върху демократизирането на Европа“ на Routledge), на която са съставители, двамата анализират какви са перспективите за постигането на проекта „Европа на гражданите“. За европейска публична сфера може да се говори тогава, когато е налице „комуникативно пространство, което позволява и поражда формирането на транснационална или наднационална публика“, а публичната сфера е разглеждана като централна предпоставка за демокрацията, тъй като позволява широкообхватен публичен дебат. Фосум и Шлезинджър очертават и съпоставят два „модела“ на Европейския съюз – регулаторен и федерален. Тези модели стъпват върху три стълба: характеристики на системата, демократична легитимност и публична сфера. Двамата подчертават, че нито в единия, нито в другия модел виждат европейската публична сфера като възпроизвеждане на националната публична сфера в увеличен мащаб.
Липсата на жизнена европейска публична сфера е разглеждана като важен компонент на т.нар. „демократичен дефицит“ (разбиран като дефицит на представителство и представителност, прозрачност, отчетност и подкрепа), чиято „стандартна версия“ е изведена от Джоузеф Уейлър през 90-те години на миналия век. Причините за възникването на демократичен дефицит са комплексни, но като една от най-важните Уейлър изтъква тази, че принадлежността към нацията представлява устойчива представа за идентичност, която междуправителствено създаденият Европейски съюз не може да надгради или замести. Теза, оспорвана от принстънския професор по политически и международни отношения Андрю Моравчик, който твърди, че в много отношения Съюзът е поне толкова демократичен, колкото са и държавите членки, а т.нар. „демократичен дефицит“ на ЕС всъщност е мит. Друго, по-малко противоречиво понятие, с което се борави, е т.нар. „комуникационна пропаст“, обект на дискусии в кръговете на Европейския съюз поне от референдумите, предхождащи влизането в сила на Договора от Маастрихт. (Първият референдум в Дания произвежда негативен вот; вторият – положителен.) Преодоляването ѝ, подобно на това на демократичния дефицит, е задължително условие за легитимирането на процеса на вземане на решения и усещането за демократично участие.
След неуспеха на проекта за конституция на Европа Европейската комисия предприема серия стъпки за преодоляване на пропастта между Европейския съюз като политическа система и неговите граждани, повечето от които знаят твърде малко за процеса на вземане на решения на наднационално ниво и респективно нямат усещането за демократично управление – тоест такова, в което участват. Такива са например задействането на т.нар. „План Д за демокрация, диалог и дебат“, изготвянето на План за действие за комуникирането на Европа и публикуването през 2006 година на Бяла книга за повишаване на публичния дебат в Европа и за по-добро комуникиране на политиките на ЕС.
В Бялата книга от 2006 година се говори изрично за европейска публична сфера и се чертае стратегия за повишаване на дебата и диалога. Препятствията пред развитието на жизнена европейска публична сфера са установени и изведени по сходен начин с теоретичната рамка на Фосум и Шлезинджър: гражданите на ЕС научават за политиката и нейните проблеми основно през своите национални образователни системи и през своите национални, регионални и локални медии; те вземат под внимание прокламациите на политическите партии, свързани с решаването на национални, регионални или локални проблеми, и дискутират тези проблеми предимно в своите собствени общности.
В документа „моментната снимка“ на европейската публична сфера изглежда по следни начин:
Накратко, „публичната сфера“, в чиито очертания се случва политическия живот на Европа, е по своята същност национална сфера. Дотолкова, доколкото европейските проблеми изобщо си проправят път в дневния ред, те са възприемани от повечето граждани през съответната национална перспектива. Медиите остават преобладаващо национални, отчасти поради езиковите бариери; местата, където си дават среща европейци от различни държави членки, за да се опознаят и вземат отношение по проблеми от общ интерес, са ограничени. Същевременно много от политическите решения, които касаят пряко ежедневния живот на жителите на Европейския съюз, се вземат на европейско ниво. Хората се чувстват дистанцирани от тези решения, от процеса на вземането им и от институциите на ЕС. Осезаемо е усещането за алиенация от „Брюксел“, което отчасти отразява индиферентността към политиката като цяло. Една от причините за това е неадекватното развитие на „европейска публична сфера“, където да се разгръща европейски публичен дебат. Въпреки че упражняват правото да избират членовете на Европейския парламент, у гражданите доминира усещането, че имат ограничена възможност гласът им да бъде чут и не съществува очевиден форум, където биха могли да дискутират европейските проблеми заедно. Пан-европейска политическа култура – с пан-европейски политически групи и фундаменти – все още е в процес на разработка.
Гражданското общество и институциите на Съюза могат да подпомагат развитието на европейска публична сфера и тяхното участие е важно, но не може да замени ролята на националните публични власти, отбелязва се още в Бялата книга за повишаване на публичния дебат в ЕС.
Очакването за ефективна комуникация има правно основание в Хартата на основните права на Европейския съюз, която гарантира правото на всички граждани да бъдат информирани за европейските въпроси.

## Глобална публична сфера
Във всеки случай, като се има предвид неизбежната глобална взаимозависимост, проявяваща се в международното разделение на труда в рамките на една обща планетарна биосфера, доколко има смисъл в това националната държава да се разбира като подходяща суверенна единица?, пита в своето есе от 1990 година Нанси Фрейзър.
Според Зигмунт Бауман, който в началото на века говори за „самия край на епохата на троицата територия-нация-държава“, глобалното пространство се е превърнало в един вид „екстериториална територия“ без обвързващи закони и правила на поведение, бойно поле с неопределени или плаващи/местещи се фронтови линии и подвижни коалиции.“ Той назовава като „императиви на нашето време“ установяването на „глобално право, глобална политика, глобална етика или глобална култура, които се мержелеят в далечината като задачи, които плачат да бъдат неотложно поети, но не се доближават изобщо до своята цел.“
Германският социолог и интелектуалец Улрих Бек твърди, че социолозите на XXI век претърпяват космополитна трансформация, а социологическите науки са в процес на промяна на парадигмата от методологически национализъм към методологически космополитизъм в отговор на космополитното предизвикателство, което „вече не е някакъв блян, а се е превърнало в социална реалност… която трябва да бъде проучена“.
Канадският медиен теоретик Маршал Маклуън въвежда популярното понятие „глобално село“ още в началото на 60-те години на миналия век в контекста на масовото навлизане на електронните медии в ежедневието на хората. Терминът илюстрира концепцията, че хората по целия свят са взаимосвързани чрез използването на нови медийни технологии. Днес на уеб често се гледа като на средството, чрез което хората по целия свят се свързват възможно най-непосредствено едни с други. С един клик всеки може да се информира по всякакви теми и същевременно да общува с хора, намиращи се на другия край на света във виртуално глобално публично пространство.